# Győrújfalu
Győrújfalu (vyslovováno [ďérújfalu]) je obec v Maďarsku v župě Győr-Moson-Sopron, spadající pod okres Győr. Nachází se asi 1 km severozápadně od Győru, asi 10 km od Dunaje a slovenské hranice. V roce 2015 zde žilo 1 758 obyvatel. Dle údajů z roku 2011 zde žili 81,3 % Maďaři, 3,2 % Němci, 0,3 % Rumuni a 0,2 % Chorvati. Název doslovně znamená „nová ves u Győru“.
Sousedními obcemi jsou vesnice Győrzámoly a město Győr.